# Quận Kings, California
Quận Kings là một quận trong tiểu bang California, Hoa Kỳ. Quận lỵ đóng tại thành phố Hanford.2 Theo Cục điều tra dân số Hoa Kỳ, dân số năm 2000 của quận này là người.2